# Dissenyador de jardins
Un dissenyador de jardins és algú que dissenya la planificació i les característiques del jardins, ja sigui com a amateur o com a professional.
Els elements de composició del disseny del jardí i el disseny del paisatge són: el terreny, l'aigua, la plantació, elements de construcció i edificacions, paviment, característiques de l'indret i genius loci, i les qualitats climàtiques locals.

## Serveis
Els dissenyadors de jardins són especialistes amb habilitats que treballen amb un cap de planificació de paisatges i el disseny de jardins, oferint consulta als clients, proporcionant direcció i supervisió durant la construcció, i la gestió de l'establiment i el seu manteniment un cop el jardí s'ha creat.
Tenen la capacitat de mesurar l'indret, i preparar esborranys pel desenvolupament d'un jardí des de les idees fins a la construcció, i els recursos i materials per a la construcció.
Històricament, s'han dissenyat molts jardins gràcies a amateurs amb molt talent sense formació oficial, i molts altres per persones amb formació la qual, artística o de disseny, no estava originalment centrada en jardins.
Les complexitats en assumptes de disseny mediambiental contemporanis i la tecnologia incrementen la necessitat de dissenyadors de jardins professionals en l'àmbit.

## Dissenyadors rellevants a Catalunya
Entre els dissenyadors de jardins més importants a Catalunya al llarg de la seva història cal destacar a Josep Fontseré i Mestre (1829-1897),Joaquim Ardufeu Arguyol (1847-1896), Artur Rigol i Riba (1898-1934) i Nicolau Maria Rubió i Tuduri (1891-1981)